# カイパーシステムズ
カイパーシステムズ (英: Kuiper Systems, LLC)は、プロジェクト・カイパー (英: Project Kuiper)としても知られる、低遅延のブロードバンドインターネット接続を提供するための大規模な衛星インターネットコンステレーションを展開するために2019年に設立されたAmazonの子会社である。 通称はカイパー (英: Kuiper)。カイパーという名前は、太陽系外縁部のカイパーベルトから着想を得たプロジェクトのコードネームである。
米連邦通信委員会（FCC）は、Amazonが計画している3,236基の衛星を地球低軌道に配備する認可を与えた。 衛星の配備は5段階に分けて計画されており、最初の578基の衛星が打ち上げられた時点でインターネットサービスが開始される。付与されたFCCライセンスの下、Amazonは2026年7月30日までに衛星の50％を打ち上げ、運用することが義務付けられており、残りの衛星は2029年7月30日までに打ち上げ、運用しなければならない。
Amazonは、ユナイテッド・ローンチ・アライアンス、アリアングループ、ブルーオリジンと合計100億米ドル以上で92回のロケット打ち上げを購入した。2024年にはスペースXのファルコン9でも打ち上げが確保された。
2023年10月6日に、ケープカナベラル宇宙軍基地からULAのアトラスVロケットで2機の初期のプロトタイプ衛星「KuiperSat-1」と「KuiperSat-2」が打ち上げられた。。

## 歴史
2019年4月、Amazonはプロジェクト・カイパーと呼ばれる大規模なブロードバンド衛星インターネットコンステレーションに資金を提供し、配備すると発表した。 「ブロードバンドインターネットへの基本的なアクセスがない数千万人」にインターネットを提供するため、計画されている3,236基の衛星すべてを完全に配備するには最大10年かかると予想されている。 Amazonはブロードバンド・サービスを消費者に直接販売するつもりかどうかは発表していないが、「他社との提携を通じてブロードバンド・サービスを提供する」と述べている。 カイパーシステムズのテクノロジー担当副社長であるラジーヴ・バディアルは、2018年にイーロン・マスクから解雇されるまでは、スペースXの衛星インターネットコンステレーションである「スターリンク」の元副CEOだった。バディアルはその後すぐに他の元スペースX社員とともにカイパーを立ち上げた。
2019年12月、AmazonがFCCに対し、スペースXとワンウェブが大規模な衛星インターネットコンステレーションの免許を取得するために従わなければならなかった要件（例えば、2016年までに申請すること）を免除するよう求めているという情報が公になった。
2020年7月、Amazonはプロジェクト・カイパーに100億米ドル以上を投資すると発表した。この発表は、世界中にブロードバンドインターネットアクセスを提供するため、米連邦通信委員会（FCC）から3,236基の衛星からなるプロジェクト・カイパー衛星群の認可を受けた後で行われた。FCCの認可に含まれた条件は、衛星が以前に認可された衛星ベンチャーと干渉しないことを要求する非干渉条項であった。
2020年12月、Amazonはプロジェクト・カイパーにおける衛星コンステレーションに使用する予定の低価格フラットパネルアンテナの概要を発表した。これはKaバンドのフェーズドアレイアンテナで、17-30GHzで動作する従来のアンテナ設計よりもはるかに小さい。このアンテナの幅は約30cm（12インチ）で、従来の最先端フラットパネルアンテナの20％以下のコストで、毎秒最大400メガビットのデータ帯域幅をサポートすることが期待されている。Amazonはまた、「打ち上げにとらわれない」つもりであり、ジェフ・ベゾスのブルーオリジン社の打ち上げ能力を独占的に使用するつもりはなく、むしろすべてのプロバイダーからの打ち上げ能力のオファーにオープンであると発表した。
2021年4月、Amazonはフロリダのケープカナベラル宇宙軍基地からアトラスVロケットでカイパー衛星を9機打ち上げる契約をULAと結んだと発表し、残りの衛星を打ち上げるための「あらゆる選択肢を検討し続ける」と述べた。
2022年4月、Amazonは、今後10年間で合計83回の打上げを行うために、3つの打上げ事業者と大規模な打上げ契約を締結することを発表した。この契約は、3,236基の衛星の構築時に完全なコンステレーションを打上げることを想定しており、欧州のアリアン6による18回の打上げ、ブルーオリジンのニューグレンによる12回の打上げ（15回の追加オプション付き）、ユナイテッド・ローンチ・アライアンスのバルカンロケットによる38回の打上げが含まれている。 Amazonは以前、ユナイテッド・ローンチ・アライアンスから、ロシアのエンジンを搭載したアトラスVロケットが退役するまでの最後の9回の打ち上げを購入したと発表した。
2023年8月、Amazonの株主であるCleveland Bakers and Teamsters Pension Fundは、Amazonの取締役会がコンステレーション用の打ち上げ契約約100億ドルを調達する際に不誠実な行動をとったとして、同社を提訴した。 ジェフ・ベゾスが所有するブルーオリジンとの契約は、総支出の45％に相当する。この訴訟は、ジェフ・ベゾスとスペースXの創業者であるイーロン・マスクとの間の敵対関係が、AmazonがスペースXのファルコン9を契約することを妨げた可能性を示唆している。
プロトタイプ衛星の打ち上げ後、プロトタイプ衛星は名目上稼働していると報告された。

### プロトタイプ衛星の打ち上げ後
2023年11月28日、日本電信電話（NTT）、NTTドコモ、NTTコミュニケーションズ、スカパーJSATの4社が日本企業や政府機関、地方自治体などにカイパーのサービスを提供する目的で、米Amazonが提供する低軌道衛星インターネット「プロジェクト・カイパー」との戦略的協業に合意したと発表した。 また、この戦略的協業に当たって日本電信電話（NTT）とスカパーJSATが、2024年後半から一部顧客やパートナーなどを対象に行われるβテスト版サービスの試験に加わる。
2023年12月、AmazonはスペースXのファルコン9による3回のカイパー打ち上げを確保したと発表された。
バルカン・ケンタウルス・ロケットは、2024年1月8日に初めて打ち上げられ、カイパーシステムズの衛星を将来順番に打ち上げる道を開いた。バルカンはカイパーのために38回打ち上げられる。
アリアン6初号機の中央コアは、2024年4月24日に発射台上に直立状態で移動され、その後2024年7月9日に飛行が実施された。 アリアン6は18回のカイパー打上げを担当している。
2024年5月、カイパーの打ち上げに向けた準備のため、ULAはバルカンロケットをアラバマの製造施設からフロリダの宇宙港まで輸送できる2隻目の船を契約すると発表した。
2024年6月、AmazonはDirectTV Latin Americaとの提携を発表した。この提携は、南米の複数の国でデジタルデバイドを解消することを目的としている。
2025年4月28日、Amazonは初の商用衛星27基をアトラスVロケットで打ち上げた。その後同社は、打ち上げた27基の全ての機体と交信を確立し、初期展開および起動シーケンスが予定通りに進行できたことを発表した。

## テクノロジー

### 衛星コンステレーション
カイパーは現在2機のプロトタイプ衛星を軌道上に置いている。
カイパーは、高度590km（370mi）、610km（380mi）、630km（390mi）の3つの軌道シェルの98軌道面で運用される3,236機の衛星で構成される計画である。 衛星はホール効果スラスター技術を搭載している。 フェーズ1の展開では、高度630km、軌道傾斜角51.9度で578機の衛星が運用される予定である。 コンステレーション開発は全部で5つのフェーズが計画されている。
カイパーは、2018年11月に発表されたAmazonの以前に発表された12の衛星地上局施設の大規模ネットワーク（「AWS地上局ユニット」）と協調して動作するように計画されている。 地上局に接続して地上のインターネットに接続することに加えて、衛星は光赤外線レーザー接続を介して相互接続する。Amazonはこの技術をOISL（光衛星間リンク）と呼んでいる。これらのレーザーは、時速25,000kmで移動する2つの衛星間の最大2,600kmの距離で100Gbpsを維持することができる。現在の宇宙実験では、1,000kmの距離までこの速度が実証されている。
また、カイパー衛星は、宇宙開発機構の衛星と互換性があり、光リンクで相互接続する可能性が高い。

### 顧客端末
さまざまな市場ニーズに対応するため、複数の顧客端末の設計が計画されている。プロジェクト・カイパーの標準的な顧客端末の大きさは、11インチ四方以下、厚さ1インチ以下、重さは取り付けブラケットなしで5ポンド以下となる見込み。最大400メガビット／秒（Mbps）の通信速度を実現する予定だ。Amazonは、これらの端末を1台400ドル以下で製造する予定である。
重さ1ポンドの超小型設計の7インチ四方の顧客端末は、最大100Mbpsの速度を提供する。この設計は、低コストの住宅顧客や、地上モビリティやIoTなどのアプリケーションを追求する政府機関や企業顧客を接続する。
高帯域幅設計の19インチ×30インチ端末は、企業、政府機関、通信アプリケーション向けに最大1ギガビット/秒（Gbps）の速度を実現する。

## 施設
カイパーシステムズの組織本部は2020年以降、ワシントン州レドモンドにあるAmazonの研究開発施設に置かれている。 衛星のプロトタイプと製造方法の開発は当初、レドモンドの施設で行われた。製造と衛星の生産は、ワシントン州カークランド近郊の172,000平方フィートの施設にある。 カークランドの工場は2024年4月にオープンし、ピーク時には1日5機の衛星を製造する予定である。ワシントン州エベレットにある物流センターは、原材料から組み立てられたキットをカークランド工場に供給するために2024年6月にオープンする予定である。
フロリダ州のNASAケネディ宇宙センターには、宇宙港からブルーオリジンやユナイテッド・ローンチ・アライアンスのロケットで打ち上げられる宇宙船を統合するための衛星処理・統合施設が計画されている。この31,000平方メートルの施設は2025年初頭までには稼働しない見込みで、Amazonは自社施設が完全に稼働するまではサードパーティのペイロード処理施設を利用する。

## 打ち上げ履歴
| 日時 (UTC)          | 使用ロケット          | ミッション             | 衛星数 | 軌道        | 発射場                    | 備考                                                | 結果    |
| ------------------- | --------------------- | ---------------------- | ------ | ----------- | ------------------------- | --------------------------------------------------- | ------- |
| 2023年10月6日 18:06 | アトラスV 501         | 試験飛行               | 2      | LEO, 500 km | SLC-41                    | KuiperSat-1 及び KuiperSat-2 のプロトタイプ衛星     | 成功    |
| 2025年4月28日 23:01 | アトラスV 551         | KA-01                  | 27     | LEO, 630 km | SLC-41                    | 初の商用カイパー衛星                                | 成功    |
| 2025年6月23日 10:54 | アトラスV 551         | KA-02                  | 27     | LEO, 630 km | SLC-41                    |                                                     | 成功    |
| 2025年7月16日 06:30 | ファルコン9 ブロック5 | KF-01                  | 24     | LEO, 630 km | SLC-40                    | ファルコン9での3回の打ち上げのうちの1回目           | 成功    |
| 2025年8月11日 12:35 | ファルコン9 ブロック5 | KF-02                  | 24     | LEO, 630 km | SLC-40                    |                                                     | 成功    |
| 2025年 時期未定     | ヴァルカン VC6L       | KV-01                  | 40+    | LEO, 630 km | SLC-41                    | ヴァルカン・ケンタウルでの38回打ち上げのうちの1回目 | Planned |
| 2025年 4Q           | アリアン64 ブロック1  | プロジェクト・カイパー | 30+    | LEO, 630 km | ギアナ宇宙センター, ELA-4 | アリアン6での18回の打ち上げのうちの1回目            | Planned |
| 2026年 時期未定     | ニューグレン          | プロジェクト・カイパー | 50+    | LEO, 630 km | Cape Canaveral, LC-36     | ニューグレンでの12回の打ち上げのうちの1回目         | Planned |

### プロトタイプ衛星
最初の2つのプロトタイプ衛星「KuiperSat-1」（2023-154B）と「KuiperSat-2」（2023-154A）は、2023年10月6日にユナイテッド・ローンチ・アライアンスのアトラスVロケットで打ち上げられた。
以前は、Amazonは、2022年後半までに予定されていたABLスペース・システムズのRS1ロケットや、2023年半ばまでに予定されていたULAのバルカン・ケンタウルス・ロケットなど、まだ開発中のロケットで宇宙への初飛行を計画していた。 2023年8月までにAmazonは、よりタイムリーに軌道に到達するために、飛行実績のあるアトラスVロケットを選択した。